# Puterea și adevărul
Puterea și adevărul este un film românesc din 1972 regizat de Manole Marcus. Rolurile principale au fost interpretate de actorii Mircea Albulescu, Ion Besoiu, Amza Pellea și Octavian Cotescu.

## Rezumat
Un comunist convins, inginerul Petre Petrescu intră în conflict cu secretarul de partid Pavel Stoian, care refuză să vadă dificultățile pe care Petrescu le întâmpină pe un mare șantier. Pentru că Petrescu, sprijinit de tânărul secretar Duma, a avut curajul să-i expună lui Stoian toate hibele grandiosului proiect de construire, în numai doi ani, a unui baraj de mari dimensiuni, acesta este înfierat într-o ședință de partid, exclus din partid și apoi arestat...
Povestea din jurul unui șantier deschis și abandonat deoarece nu fusese bine proiectat care se desfășoară pe mai multe planuri temporale (1944, 1948, 1952, 1965) a fost plasată de Titus Popovici undeva în provincie, însă identitatea reală a personajelor era lesne de ghicit. Inginerul Petrescu este un alter-ego al lui Lucrețiu Pătrășcanu, prim-secretarul Stoian este de fapt Gheorghe Gheorghiu-Dej, securistul Olariu era, de fapt, Alexandru Drăghici, iar mai tânărul Duma îl avea ca model pe Nicolae Ceaușescu.

## Distribuție
Distribuția filmului este alcătuită din:
- Mircea Albulescu — Pavel Stoian, prim-secretarul organizației regionale PMR
- Ion Besoiu — Mihai Duma, adjunctul prim-secretarului
- Amza Pellea — ing. Petre Petrescu, activist comunist ilegalist
- Octavian Cotescu — Tiberiu Manu, secretarul cu probleme de cadre
- Lazăr Vrabie — col. Vasile Olariu, comandantul direcției regionale a Securității
- Irina Gărdescu — Ana, fiica tov. Matei și soția tov. Duma
- Dana Comnea — Marta Rădulescu, menajera tov. Stoian
- Nineta Gusti — Maria, soția lui Matei
- Nucu Păunescu — Matei, activist comunist ilegalist
- Zephi Alșec — Avramescu, comisarul șef al Brigăzii Anticomuniste din cadrul Siguranței Statului
- Peter Paulhoffer — ilegalistul Gerhard Hauser / ing. Mircea Hauser, fiul lui Gerhard
- Ernest Maftei — moș Nichifor, activist comunist ilegalist
- Cornel Coman — Ghiță Bogza, activist comunist ilegalist
- Silviu Stănculescu — vechi activist comunist, membru al CC al PMR
- Vladimir Găitan — Andrei, tânăr ilegalist devenit apoi ofițer de securitate
- Florin Scărlătescu — colonel, comandantul închisorii unde era ținut Pavel Stoian
- Cornel Revent — activistul comunist care a fost numit director al uzinei metalurgice (menționat Corneliu Revent)
- Dorin Dron — vechi activist comunist
- Emil Reisenauer (menționat Emil Reinsenauer)
- Nicolae Praida — Radu, activist comunist ilegalist
- Haralambie Boroș — Mărieș, președintele C.A.P. Baia
- Ina Otilia Ghiulea
- Valeria Gagialov
- Lia Șahighian
- Jana Gorea — soția lui Manu
- Monica Ghiuță — Tudora, mireasa din comuna Baia
- Adriana Kiselef
- Cătălina Vornicu
- Nina Costa
- Marietta Rareș — mama miresei din comuna Baia
- Virgil Mogoș — Dărnescu, directorul-proprietar al uzinei metalurgice
- Mircea Cojan
- Dumitru Chesa — plutonierul de la sediul direcției regionale a Securității
- Isac Cassvan
- George Demetru
- Valeriu Buciu
- Mircea Veroiu
- Georgeta Vâlcu Săvescu
- Astra Dan
- Andrei Bursaci
- Constantin Drăgănescu — șef de secție al uzinei
- Radu Cristea
- Horia Ilieșu
- Oana Dariana Pellea — pioniera care recită o poezie
- Ion Rădulescu
- Tudor Stavru — legionarul de la Vadu Negru
- Petre Gheorghiu-Goe — președintele unui C.A.P. (nemenționat)

## Producție
Filmările au avut loc în ianuarie – iulie 1971. Cheltuielile de producție s-au ridicat la 5.476.000 lei.

## Primire
Filmul a fost vizionat de 3.228.622 de spectatori în cinematografele din România, după cum atestă o situație a numărului de spectatori înregistrat de filmele românești de la data premierei și până la data de 31 decembrie 2014 alcătuită de Centrul Național al Cinematografiei.

## Refolosirea scenariului
- Pe baza scenariului, Titus Popovici a publicat în 1973, la Editura Eminescu, în colecția Rampa, piesa de teatru în patru acte „Puterea și adevărul”.

- În 1986, piesa „Puterea și adevărul” de Titus Popovici a fost transpusă pentru teatru radiofonic și a apărut la Electrecord ca album cu două discuri de vinil, LP, Mono, cu codul EXE 02907 / 02908.